# Caserma difensiva del Frejus
La caserma difensiva del Frejus era una caserma destinata ad ospitare fino a 120 fanti e genieri per proteggere il Traforo ferroviario del Frejus da attacchi provenienti dall'interno del traforo stesso (o attacchi dall'esterno verso l'interno).

## Struttura
La caserma venne edificata tra il 1874 ed il 1875 al termine della galleria di servizio del Traforo ferroviario del Frejus, una galleria che prosegue diritta a livello della curva del tunnel ferroviario e che era stata utilizzata per la costruzione della galleria vera e propria nel 1871. La caserma è posta al termine di questa galleria, chiusa con una robusta cancellata, al di là della Dora di Rochemolles, torrente che all'epoca della costruzione della caserma era oltrepassabile tramite un ponte levatoio.
Sul tetto della caserma vi erano le feritoie per l'appostamento dei fucilieri e ad entrambi i lati della costruzione erano state edificate 2 torrette cilindriche munite di feritoie orizzontali, anch'esse destinate alla difesa ravvicinata della caserma, che originariamente era un edificio a 2 piani.
Dalla caserma, seguendo la galleria abbandonata del traforo, si arrivava dopo alcune centinaia di metri alla galleria di passaggio vera e propria: nel punto di unione delle due gallerie vi era un cancello di protezione e la batteria della Galleria, ossia una postazione a 2 piani in cui erano appostati i fucilieri, un cannone 87B in barbetta posto in mezzo alla galleria abbandonata ed una mitragliatrice in casamatta, entrambi con le bocche da fuoco rivolte verso l'interno del traforo ferroviario. Queste artiglierie avrebbero avuto il compito di battere l'interno del traforo qualora vi fosse stato un tentativo di invasione da parte di truppe nemiche attraverso il tunnel stesso. Accanto al cannone vi era un posto di guardia in cui era posta una leva che, tramite appositi sistemi, avrebbe permesso il deragliamento di un convoglio che sarebbe transitato lungo i binari; dal corpo di guardia, inoltre, si dipartiva un cunicolo che terminava nei fornelli da mina siti poco oltre lungo la galleria e che sarebbero stati fatti brillare per ostruire il passaggio del tunnel ferroviario.
La caserma difensiva rimase in attività fino al settembre 1943 quando, in seguito all'armistizio, la linea ferroviaria Torino-Modane e, di conseguenza, anche la caserma, caddero in mano ai militari tedeschi. Nel settembre dello stesso anno un ufficiale italiano riuscì a far parzialmente brillare le mine poste nei fornelli di mina interrompendo così il transito nel tunnel per qualche periodo.

## Il forte oggi
Al termine della seconda guerra mondiale la caserma difensiva e la sua galleria con la batteria della Galleria vennero abbandonati, dopo essere stati privati dei materiali ferrosi e degli armamenti. Negli anni '80, con la costruzione del traforo stradale del Frejus venne anche cancellata la strada d'accesso alla galleria in quanto posta ove sarebbe poi sorto il piazzale dal lato italiano del suddetto traforo.
È tuttavia ancora ben visibile la sua struttura esterna dalla strada che conduce a Rochemolles appena oltrepassato il sottopasso autostradale: i muri esterni sono in discrete condizioni, così come il muro con le feritoie poste sul tetto. Una delle due torri è crollata mentre l'altra è ancora ben visibile, in posizione arretrata. L'interno è completamente spoglio, mentre è ancora presente il solido cancello al termine della galleria abbandonata. Ove sorgeva la batteria della Galleria vi sono poco più che ruderi, ma è ancora presente la leva per il deragliamento dei convogli.
Non è possibile visitare l'interno della caserma, né tantomeno la galleria e la Batteria della galleria.
Alla fine del 2011 il comune di Bardonecchia ha acquisito per la cifra simbolica di 1 euro dal demanio, storico proprietario, la caserma difensiva per farne un museo sulla storia e la costruzione del Traforo ferroviario del Frejus dandolo in gestione all'Associazione per gli studi di storia e architettura militare di Torino (ASSAM), come già accade per il forte Bramafam.